# Pierrefonds
Pierrefonds ist eine französische Kleinstadt mit 1888 Einwohnern (Stand 1. Januar 2022) im Département Oise in der Region Hauts-de-France; sie gehört zum Arrondissement Compiègne und zum Kanton Compiègne-2.

## Lage
Die Kleinstadt Pierrefonds liegt am Rand des Waldes von Compiègne an der Grenze zum Département Aisne, 14 Kilometer südöstlich von Compiègne.

## Geschichte
Das Ortszentrum liegt nicht weit von gallorömischen Resten, die auf dem Mont Berny gefunden wurden. Diese Siedlung lag an der Kreuzung der Römerstraßen Soissons – Beauvais über Champlieu und Soissons – Beauvais durch die Furt von Compiègne. Hier befand sich damals der Rand eines Sumpfes, den heute der Wald von Compiègne bedeckt, und seinerzeit die westliche Grenze der gallischen Suessiones markierte.
Im 10. Jahrhundert wurde die alte Burg zerstört. Die neue Burg wurde weiter westlich errichtet, nahe am Wald auf einem Hügel. Das Dorf bildete sich am Fuß dieses Hügels. Im 11. Jahrhundert umfasste die Herrschaft Pierrefonds unter Nivelon I. († um 1072) einen Teil der Wälder von Compiègne (heute Forêt de Cuise genannt), Retz, Chelles, Couloisy, Croutoy, Haute-Fontaine, Jaulzy, Saint-Etienne, Retheuil, Montigny-Langrain, Taillefontaine, Mortefontaine usw. Pierrefonds war die größte von sechs Burgherrschaften (Châtelleries) der Grafschaft Valois. König Ludwig XIII. ließ 1616 Pierrefonds durch Charles de Valois, duc d’Angoulême belagern, nach der Einnahme befahl Richelieu die Zerstörung der Burg.
Im Zweiten Kaiserreich war Pierrefonds unter dem Namen Pierrefonds-les-Bains ein Kurort; in dieser Zeit wurde die Burg wiederaufgebaut.

### Bevölkerungsentwicklung
| Jahr                       | 1962 | 1968 | 1975 | 1982 | 1990 | 1999 | 2011 | 2021 |
| Einwohner                  | 1548 | 1531 | 1474 | 1376 | 1548 | 1945 | 1890 | 1802 |
| Quellen: Cassini und INSEE |      |      |      |      |      |      |      |      |

## Sehenswürdigkeiten
- Schloss Pierrefonds, im 19. Jahrhundert von Viollet-le-Duc restauriert.
- Château de Jonval, dessen Kapelle eine Kopie der aus dem Schloss Chantilly ist.
- Kirche Saint-Sulpice mit Krypta aus der Romanik

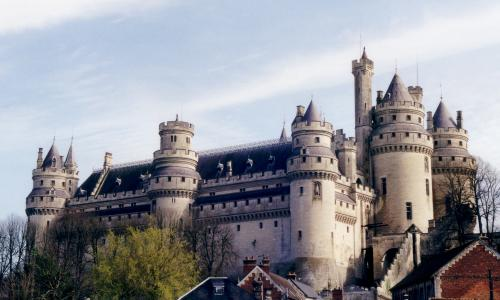
Schloss Pierrefonds
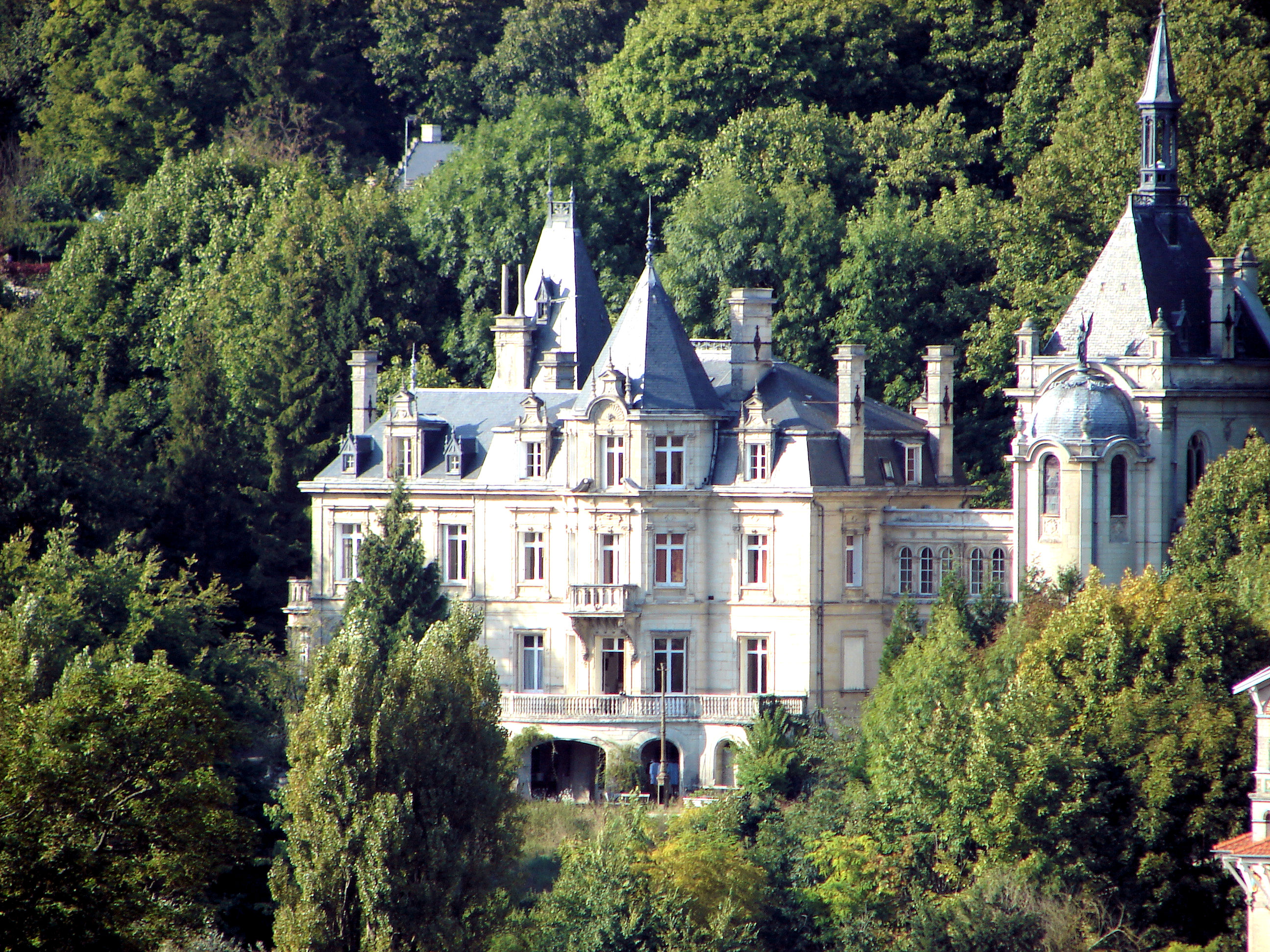
Château de Jonval
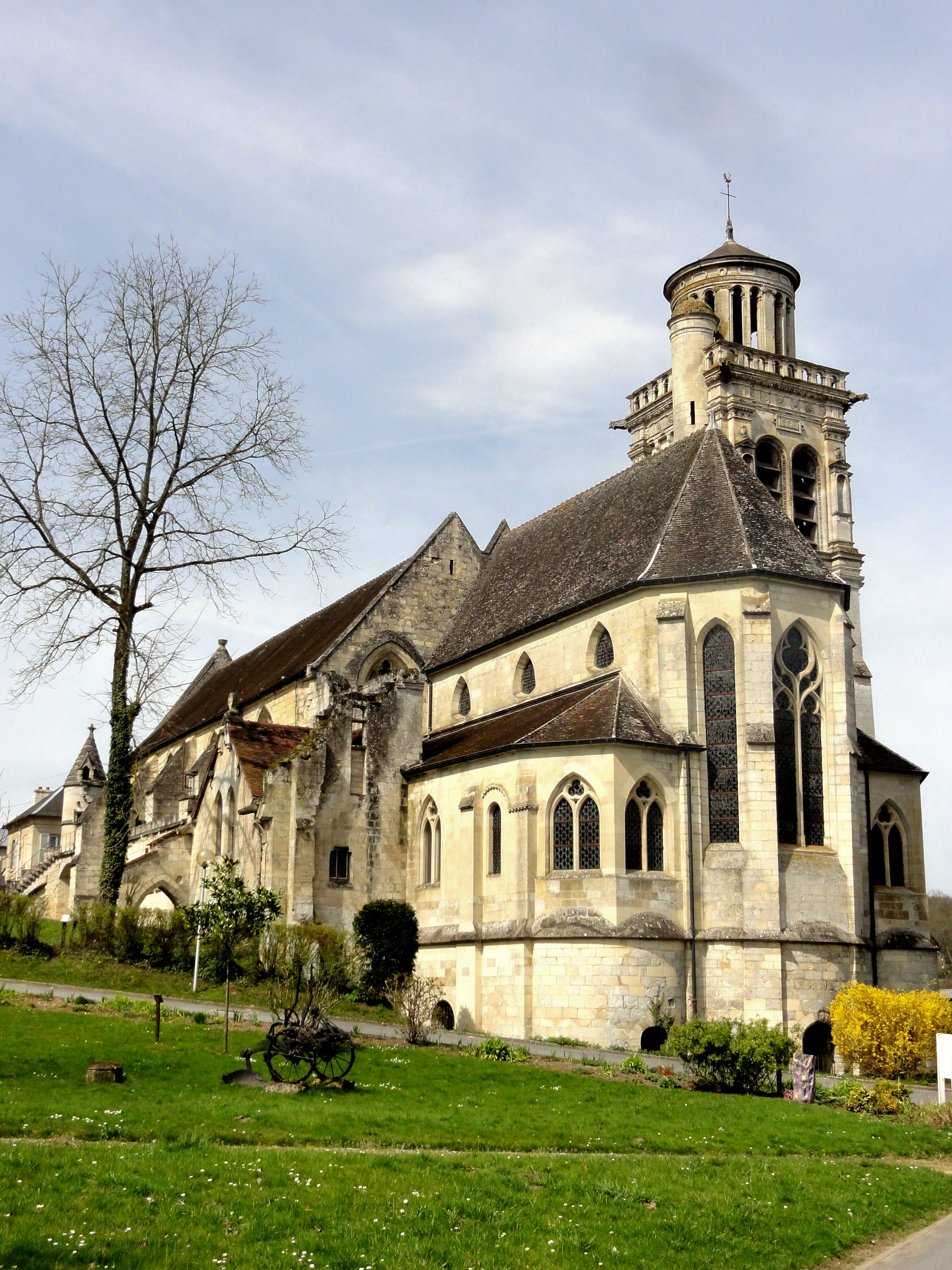
Kirche Saint-Sulpice
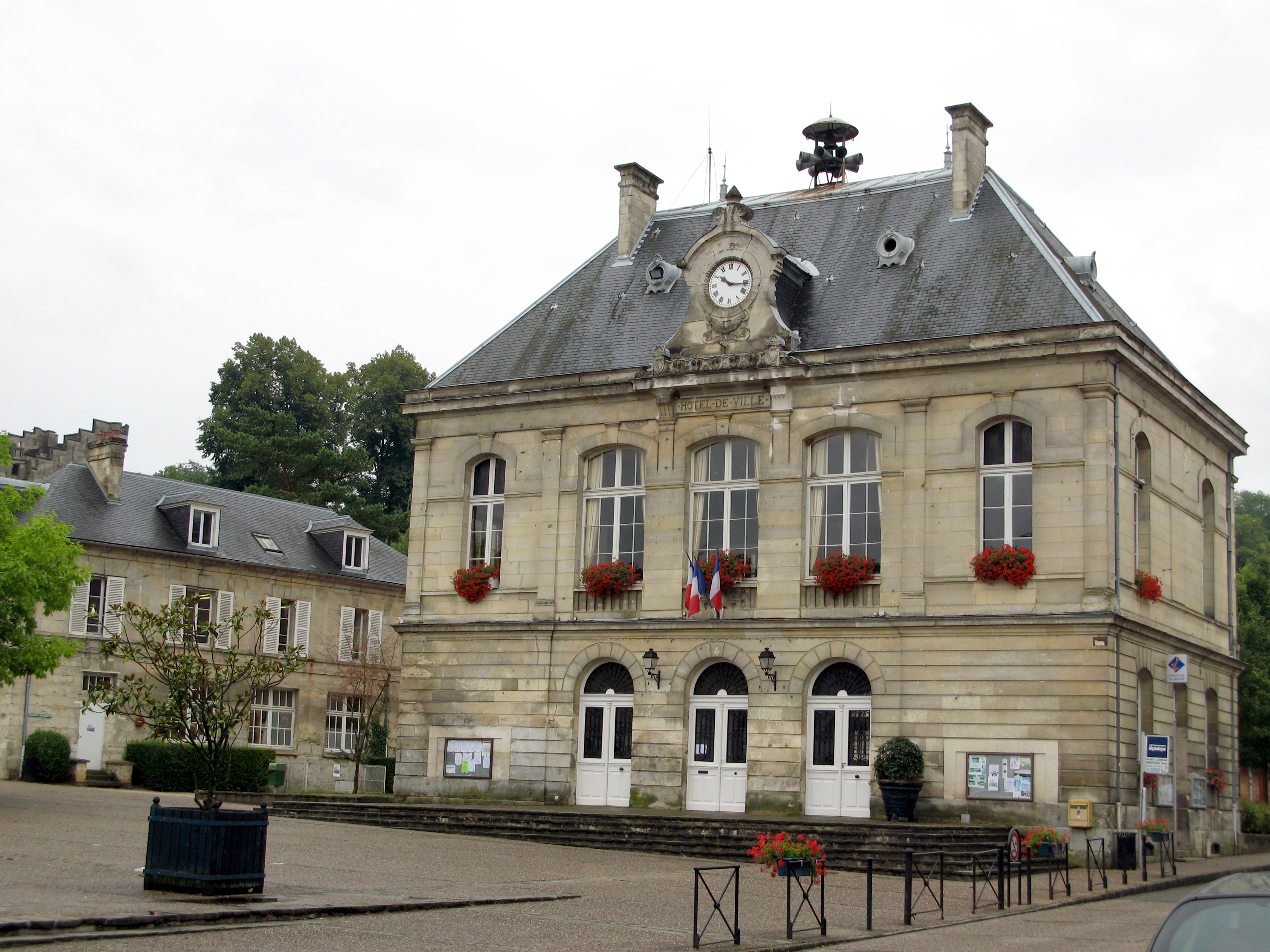
Rathaus (Hôtel de ville)
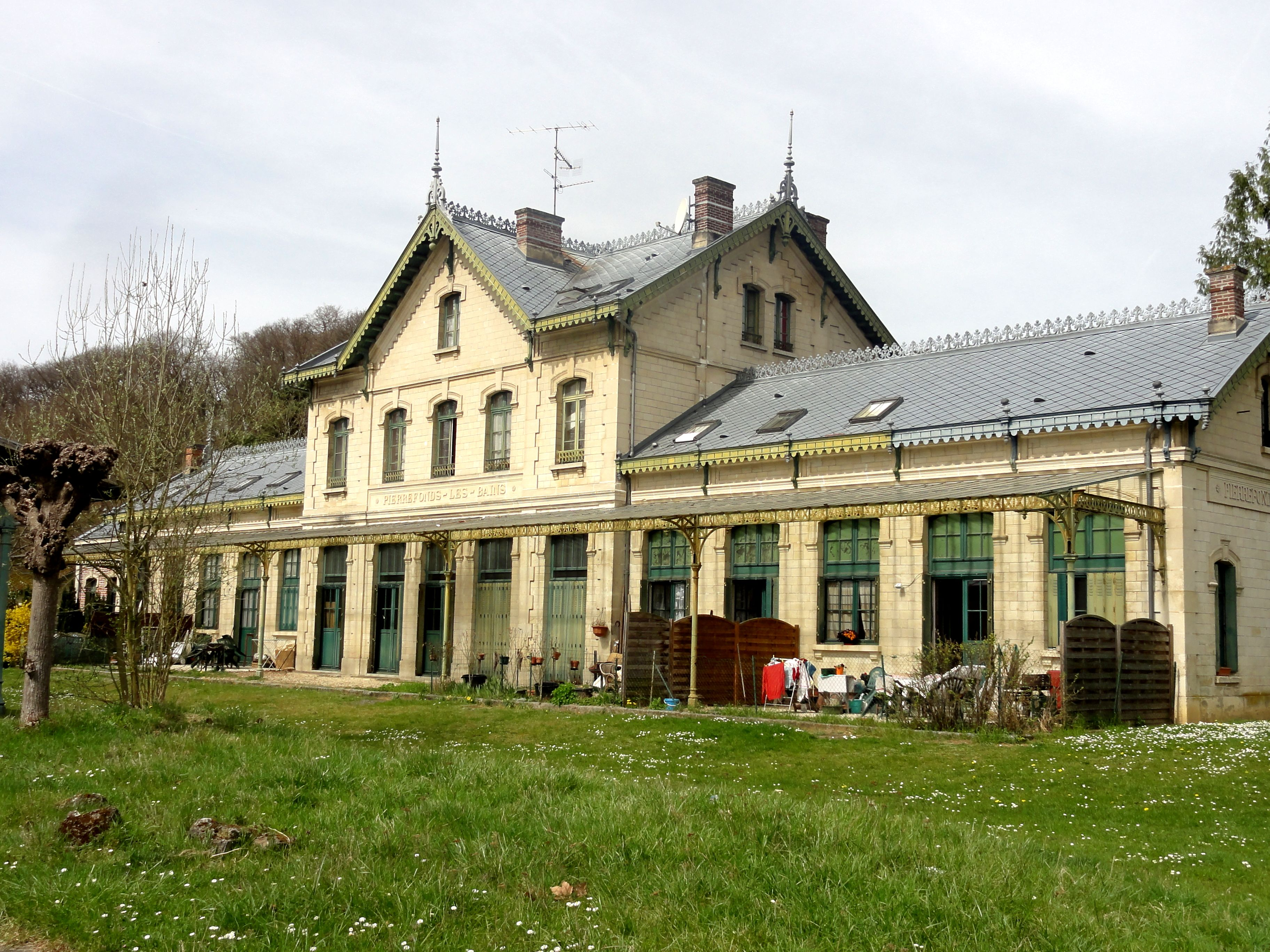
Ehemaliger Bahnhof
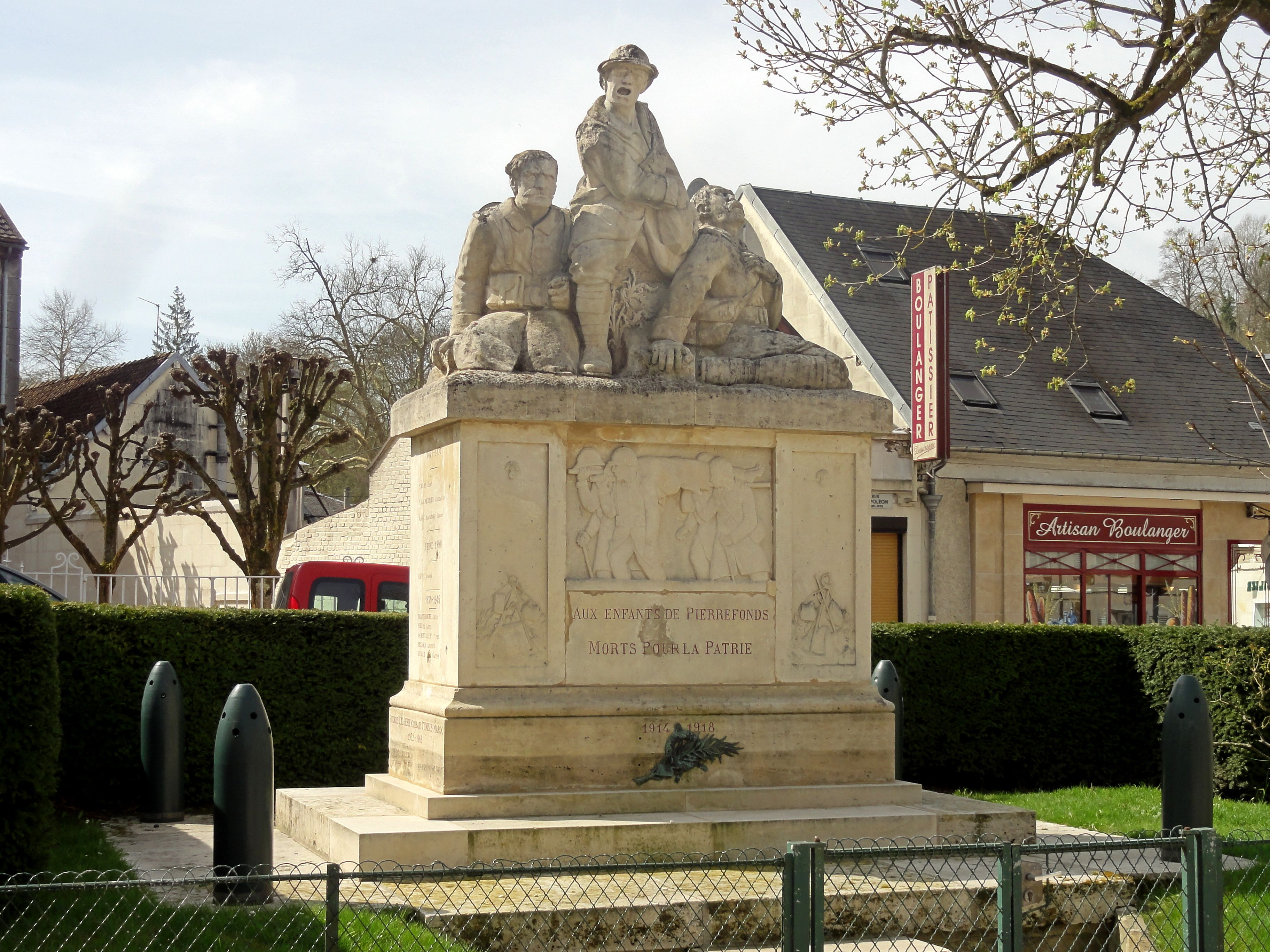
Gefallenendenkmal
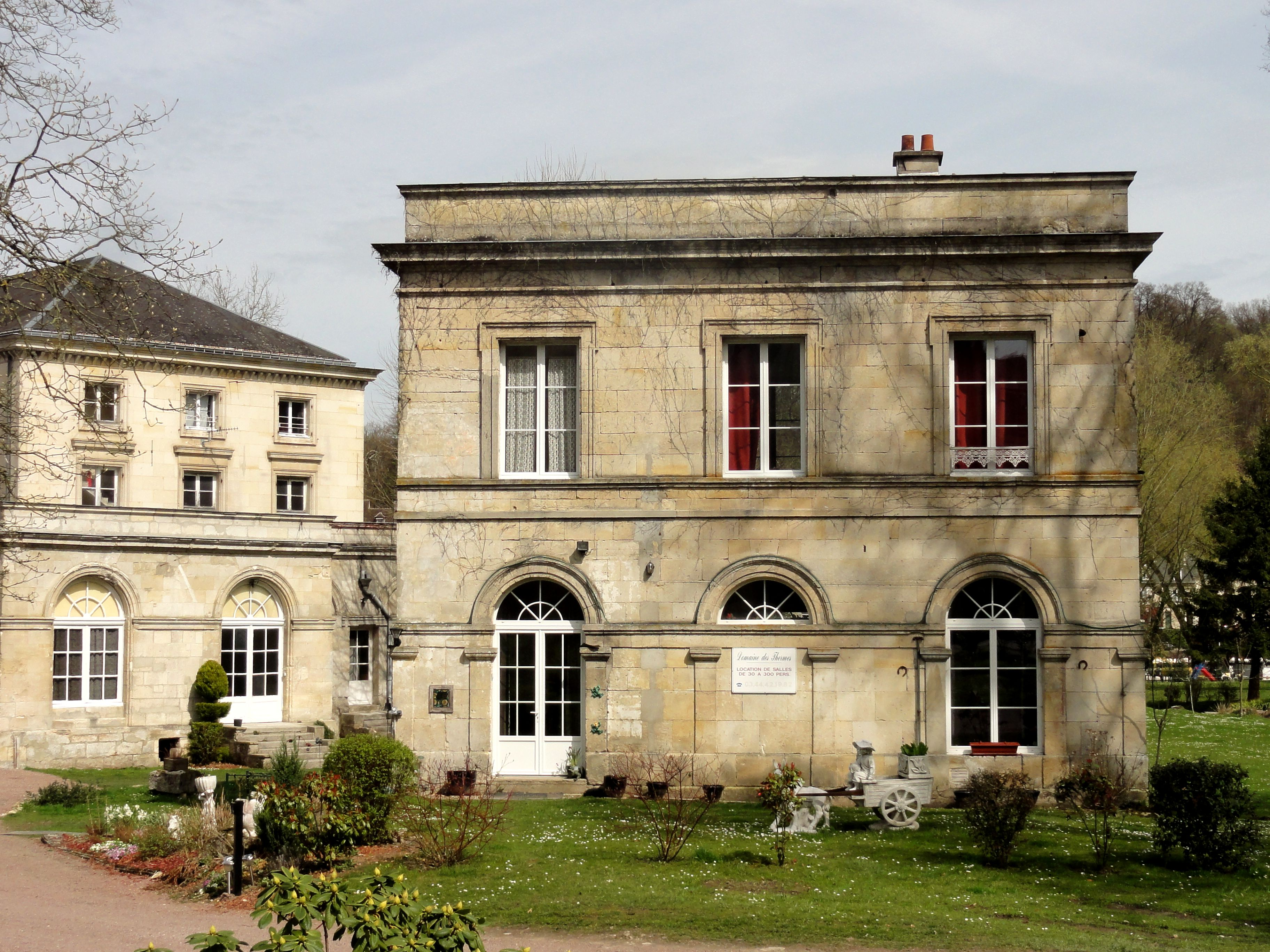
Ehemaliges Kurhaus

## Städtepartnerschaften
- Zwingenberg, Hessen, Deutschland, seit 1968
- Pel, Mali
- Pierrefonds-Roxboro, Québec, Kanada

## Persönlichkeiten
- Carlo Bugatti (1856–1940), Designer, Dekorateur und Architekt
- Lucien Lacaze (1860–1955), Journalist, Admiral, Mitglied der Académie française
- Camille Corot (1796–1875), Paul Huet (1803–1869), Eugène Lavieille haben in Pierrefonds gemalt, vor allem Ansichten der Burg. Ein Gemälde Vue du château de Pierrefonds (um 1840–1845) von Corot befindet sich im Musée des Beaux-arts in Quimper.